# 和光院 (さいたま市)
和光院（わこういん）は、埼玉県さいたま市南区にある真言宗豊山派の寺院。

## 歴史
創建年代は不明である。以前は同市浦和区の玉蔵院が本寺であった。
かつては、塔頭として「宝蔵坊」「青龍寺」の2か寺があったが、いずれも廃寺となっている。
当寺の本尊は不動明王であるが、絶対秘仏であるため開帳はなく、その全容を窺い知ることはできない。代わりに「火中出現の大日如来」と称する大日如来の画像を安置している。

## 交通アクセス
- 北戸田駅または武蔵浦和駅より徒歩18分。